# Oxira havana
Oxira havana är en fjärilsart som beskrevs av Sibille 1927. Oxira havana ingår i släktet Oxira och familjen nattflyn. Inga underarter finns listade i Catalogue of Life.